# KADOC

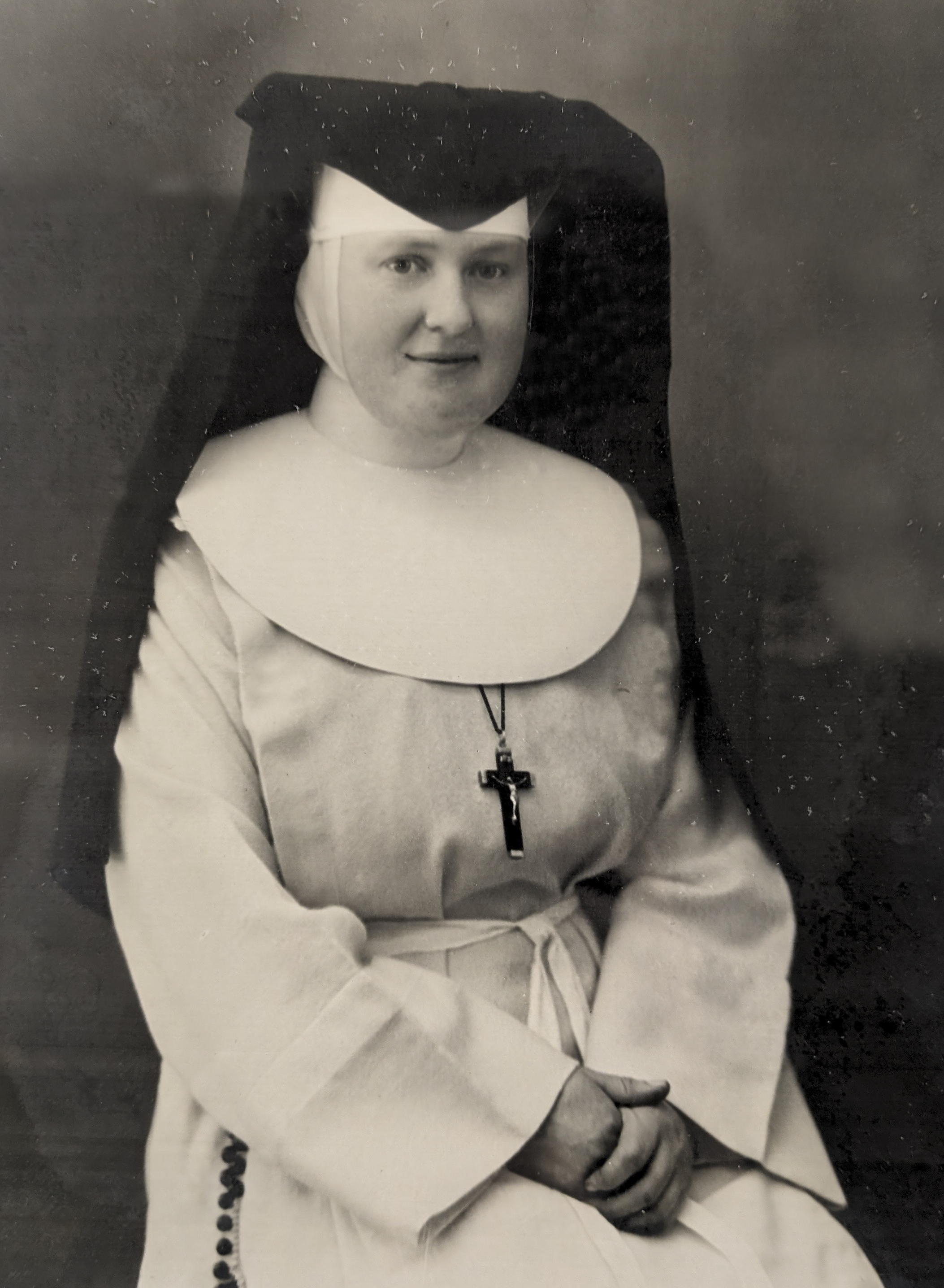
Foto van een kloosterzuster in het archief

KADOC, Documentatie- en Onderzoekscentrum voor Religie, Cultuur en Samenleving, is een interfacultair centrum van de Katholieke Universiteit Leuven. Het legt zich toe op de bewaring en valorisatie van het materiële en immateriële erfgoed dat voortkomt uit de wisselwerking tussen religie, cultuur en samenleving in Vlaanderen, in zijn Belgische en internationale context, en dat vanaf 1750. KADOC werd in 1976 opgericht.
In het verleden speelden onder meer de professoren emeriti Karel Dobbelaere, Emiel Lamberts, Michel Cloet en Jan Roegiers een belangrijke rol. Het centrum staat sedert oktober 2017 onder leiding van Kim Christiaens. Hij volgde Jan De Maeyer op, die KADOC voordien leidde.

## Geschiedenis
KADOC werd opgericht door enkele professoren van de KU Leuven en dreef aanvankelijk op het enthousiasme van de stichters en een aantal vrijwilligers. Zij zagen in dat na het Tweede Vaticaans Concilie het recentere verleden van het Vlaamse katholieke 'middenveld' dreigde verloren te gaan. Met de steun van de academische wereld, het katholieke organisatiewezen en de kerkelijke overheid gaf het universiteitsbestuur in 1976 het fiat voor de oprichting van het centrum.
Oorspronkelijk was het ondergebracht in de vroegere bibliotheek van de theologiefaculteit in het Maria-Theresiacollege. In 1981 verhuisde het wegens plaatsgebrek naar de centrale bibliotheek van de KU Leuven op het Ladeuzeplein. In 1990 vond het definitief onderdak in het voormalige minderbroedersklooster in de Vlamingenstraat, dat in 1986 door de universiteit was aangekocht.
Sinds het Vlaams decreet van 27 juni 1985 wordt KADOC officieel erkend en gesubsidieerd door de Vlaamse overheid.
In 2006 opende aan de Willem de Croylaan in Heverlee een nieuw erfgoeddepot, KADOC II. Collectieraadpleging is niet mogelijk in KADOC II, maar enkel in de leeszaal van KADOC in de Vlamingenstraat.

## Collectie
KADOC bewaart onder meer erfgoed van christelijke werknemers- en werkgeversorganisaties, van onderwijskoepels en jeugdbewegingen, religieuze orden en congregaties. De collectie bevat ook archieven van politieke partijen en politici, ngo’s, (actie)comités, adellijke families, priesters, architecten en kunstenaars. KADOC richt zich sinds het begin van de 21ste eeuw ook uitdrukkelijk op het erfgoed van personen en organisaties die vanuit een niet-katholieke religieuze inspiratie werken. Er worden bijvoorbeeld archieven van protestants-evangelische organisaties bewaard, in samenwerking met de in 2009 opgerichte vzw Evadoc, en van migrantenverenigingen.
Het bewaarde erfgoed is zeer verscheiden: nota’s, brieven en dagboeken, tijdschriften, brochures en boeken, inclusief romans en kinder- en toneelliteratuur, partituren, almanakken en jaarverslagen, foto’s, beeld- en geluidsbanden, films, affiches en prenten, plannen en tekeningen, vlaggen en kledij enzovoort. Eind 2018 bewaarde KADOC bijvoorbeeld 33,5 km papieren archief, 635 GB digitaal archief, 330.000 boeken, 12.950 tijdschrifttitels, 32.482 affiches en 787 vlaggen. De audiovisuele collectie van KADOC is de grootste audiovisuele archiefcollectie in Vlaanderen buiten die van de openbare en commerciële omroepen. 
Vier door KADOC bewaarde erfgoedgehelen zijn opgenomen op de Topstukkenlijst van de Vlaamse overheid: de filmcollectie van de Sociëteit van de Missionarissen van Afrika (Witte Paters), de verzameling archief en documentatie van en over pater Damiaan, de nalatenschap van Lou Tseng-Tsiang over de vredesonderhandelingen in Versailles en het glazeniersarchief Capronnier.
De collecties van KADOC worden ontsloten via meerdere databanken en catalogi: Limo, Lias, ODIS en Archiefbank Vlaanderen. Sinds 2018 presenteert KADOC collecties en online tentoonstellingen ook via de website kadocerfgoed.be.

## Onderzoek
Sinds zijn oprichting ondersteunt en verricht KADOC onderzoek over de wisselwerking tussen religie, cultuur en samenleving sinds 1750.
De onderzoeksresultaten worden gepubliceerd in drie wetenschappelijke reeksen die door Universitaire Pers Leuven worden uitgegeven: KADOC Studies (1984), KADOC Artes (1998) en KADOC Studies on Religion, Culture & Society (2004). De reeks Diversen bevat vooral het resultaat van ‘onderzoek in opdracht’ en wordt in samenwerking met KADOC door andere organisaties en uitgeverijen op de markt gebracht. In de EXPO-reeks verschijnen publicaties die gemaakt zijn naar aanleiding van de tentoonstellingen die KADOC aanbiedt.

## Ondersteuning
KADOC beschikt over een consulentenwerking die organisaties en personen actief in het werkingsveld van het centrum ondersteunt bij het beheer van hun materieel en immaterieel erfgoed. Bijzondere aandacht gaat uit naar het erfgoed van lokale geloofsgemeenschappen, religieuze instituten (orden, congregaties), grote middenveldorganisaties en migrantenverenigingen.

## Varia
KADOC betekent voor de geschiedenis van de katholieke kerk en de christelijke 'zuil' in België evenveel als Liberas voor het liberalisme, Amsab-Instituut voor Sociale Geschiedenis voor het socialisme en ADVN voor het Vlaams-nationalisme.
Een vergelijkbaar centrum in Nederland is het Katholiek Documentatie Centrum (KDC) aan de Radboud Universiteit Nijmegen.